# Herman Lugthart
Herman Lugthart (Katwijk, 14 februari 1921 – Wassenaar, 11 augustus 2005) was een Nederlandse verzetsstrijder. Hij maakte deel uit van de knokploeg van Marinus Post.

## Levensloop

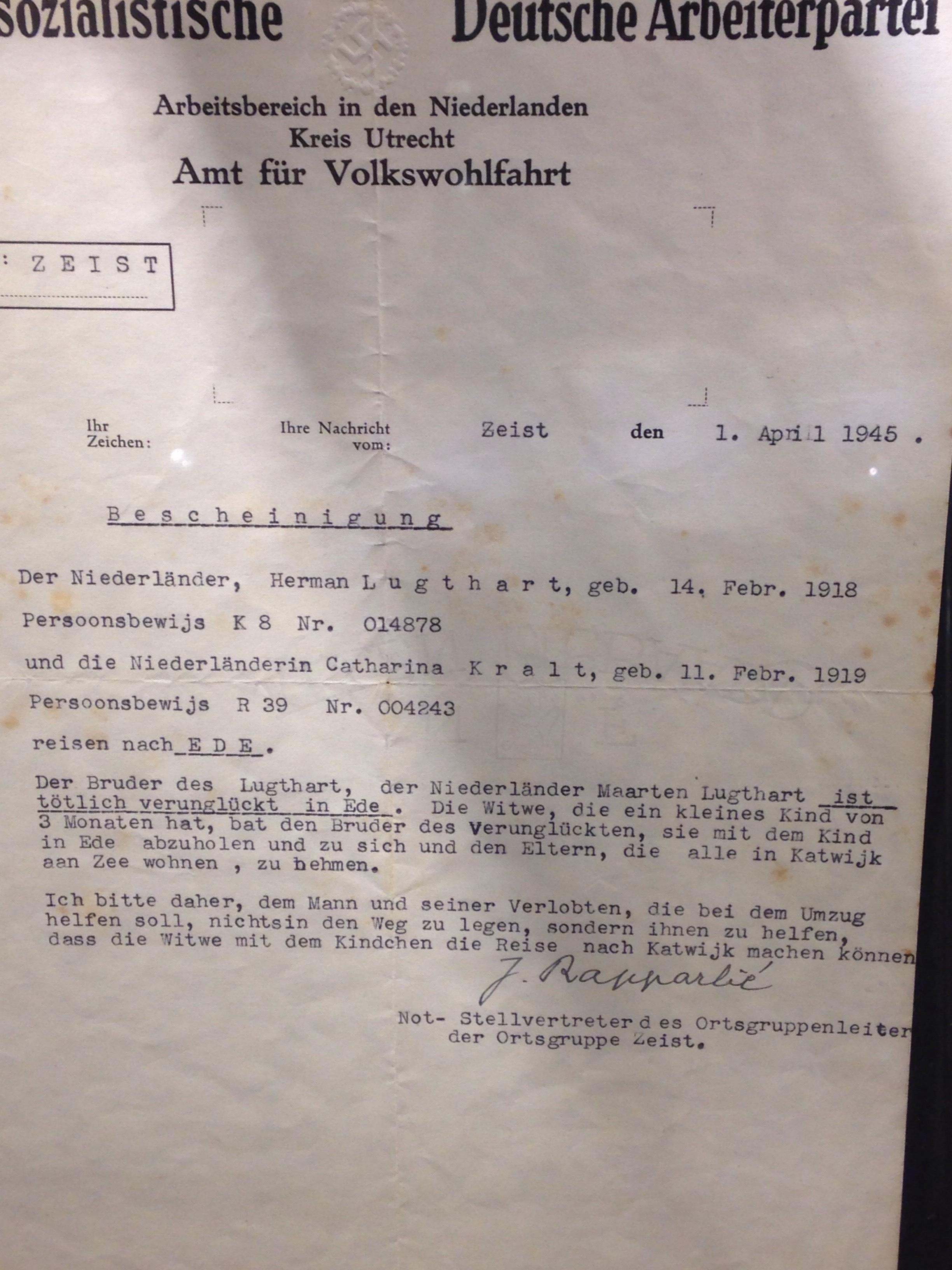
Document waarmee Herman Lugthart van de Duitsers toestemming kreeg om na de executie van zijn broer Max naar Ede te reizen om diens vrouw Didi en zoon Kees op te halen

Lugthart was het vijfde kind in een gezin van zes. Hij werkte als archivaris bij het Amerikaanse bedrijf Socony Vacuum Oil in Den Haag. Na de Duitse inval in mei 1940 moest hij op zoek naar ander werk. Hij vond een baan bij het distributiekantoor van Katwijk. Op een dag kwam Arie Jacob Ouwehand, die in Katwijk een zeer gezien persoon was, langs. Hij gaf Lugthart de opdracht die avond stamkaarten, bonkaarten en de gegevens van een aantal Duitslandgangers bij hem langs te brengen. Lugthart gaf gehoor aan dit verzoek. In de periode daarna verstrekt hij – met medeweten van zijn directe leidinggevende – steeds meer materiaal aan het verzet.
De knokploeg van Marinus Post, die op dat moment haar basis had in het nabijgelegen Rijnsburg, had haar oog op het distributiekantoor van Katwijk laten vallen als doelwit voor een roofoveral. Het distributiekantoor werd echter zeer goed beveiligd, omdat er tegenover een soort bunker van zandzakken was gebouwd met permanente bewaking. Lugthart werd verzocht om bij Cor van Egdom langs te komen om Post te ontmoeten. Post overviel hem met een pistool om te testen hoe het met zijn zenuwen was gesteld. Lugthart reageerde rustig tot Posts tevredenheid.
Post verzocht Lugthart vervolgens om met een stuk zeep een afdruk te maken van de sleutel van het distributiekantoor, zodat deze kon worden nagemaakt. Lugthart deed dat tot driemaal toe, maar iedere keer bleek de sleutel niet te passen. Daarnaast werd hem verzocht om een plattegrond te maken van het kantoor. Op 8 april 1944 vond de overval plaats. Een "goede" politieman had zich echter die ochtend ziek gemeld. In plaats daarvan was een politieman met een twijfelachtige reputatie aanwezig. Het viel hem op dat een aantal mannen zich in het kantoor verdacht ophielden. Toen zij op de vlucht sloegen schoot hij een van hen, Piet Maaskant, dood. Post nam vervolgens Lugthart in zijn ploeg op als diens vervanger.
De knokploeg van Post week uit naar Doornspijk op de Veluwe. Vanaf daar vonden verschillende overvallen plaats op distributiekantoren in Elburg, Wezep, Gramsbergen en Dedemsvaart. Lugthart was betrokken bij de meeste van deze overvallen. In juli 1944 had Johannes Post, een broer van Marinus, besloten een overval te plegen op het Huis van Bewaring in Amsterdam. Marinus vond het geen goed plan en zag af van deelname. Frits Smit en Arie Stramrood, twee leden uit zijn knokploeg, namen wel deel. Lugthart meldde zich ook aan als vrijwilliger, maar kreeg te horen dat hij nog te weinig ervaring had. De overval liep uit op een catastrofe. Johannes Post werd gepakt en gefusilleerd. Smit en Stramrood ondergingen hetzelfde lot.
In diezelfde tijd bezocht Lugthart zijn broer Max, die in Bennekom woonde. Hij haalde hem over om actief te worden in het verzet. Max Lugthart werd in maart 1945 gepakt bij een wapendropping en twee weken later geëxecuteerd door de Duitsers. Herman bezocht de plek waar zijn broer was doodgeschoten begin april. Hij rukte daar een Duits aanplakbiljet, met daarop de reden van executie, van de muur. Hij werd daarna onmiddellijk omsingeld door een aantal Duitse soldaten. Zij lieten hem gaan toen ze hoorden dat zijn broer een van de omgekomen verzetslieden was.
Post zelf had in oktober 1944 zijn werkterrein naar Amsterdam verlegd. Henk Steenbeek en Lugthart, die op dat moment in Leiden verbleven, kregen het verzoek naar de hoofdstad af te reizen om te helpen bij de liquidatie van Rudolf Pollak. Pollak was een Tsjechische jood die voor de Sicherheitsdienst werkte. Er werd een afspraak met Pollak gemaakt op 23 oktober 1944. Net op het moment dat hij aanklopte stopte er ook een wagen met Duitse soldaten voor de deur. De stop was echter puur toeval en had niets te maken met het bezoek van Pollak. Post sloeg echter alarm. Lugthart en Steenbeek gingen op de vlucht en raakten in een vuurgevecht verwikkeld met een Duitse soldaat die in de buurt woonde. Op dat moment waren de Duitsers wel gealarmeerd. Post kon niet meer wegkomen en verborg zich in een schuurtje, waar de Duitsers hem aantroffen. Hij werd een maand later doodgeschoten.
Lugthart en Steenbeek voegden zich terug in Leiden bij de verzetsgroep van Dick Spoor. Zij pleegden onder andere overvallen op PTT-geldtransporten. In april 1945 werd besloten dat burgemeester Schipper van Rijnsburg geliquideerd moest worden, omdat hij voor veel mensen een gevaar vormde. Lugthart zou de aanslag samen met Steenbeek en Atie Visser uitvoeren. Kort voordat de aanslag gepleegd zou worden viel het besluit er toch vanaf te zien. De Canadezen waren net bij Brummen de IJssel overgestoken en het leek nog slechts een kwestie van tijd voordat het westen van het land bevrijd zou worden. De kans dat er onnodige doden door Duitse represaillemaatregelen zouden vallen was te groot.
Na de oorlog ontving Lugthart van de Nederlandse regering het Verzetsherdenkingskruis.